# Raffaello Piccoli
Raffaello Piccoli (Napoli, 1886 – Davos, 21 gennaio 1932) è stato uno scrittore, poeta e traduttore italiano.

## Biografia
Figlio del deputato socialista Domenico e nipote, per parte di madre, dello statista Pasquale Stanislao Mancini, si laureò in Lettere all'Università di Padova e proseguì gli studi a Firenze, dove, entrato in contatto con Giuseppe Prezzolini, collaborò alle riviste "Leonardo" e "La Voce". Trasferitosi nel 1912 in Inghilterra, divenne l'anno successivo professore di italiano all'Università di Cambridge, dove intrattenne relazioni di studio e amicizia con i colleghi Piero Sraffa e Ludwig Wittgenstein. Fu traduttore e commentatore di Oscar Wilde, Percy Bysshe Shelley, William Shakespeare, John Keats, per editori quali Sansoni e Vallecchi. Per la collana degli "Scrittori stranieri" di Laterza tradusse nel 1914 i Drammi elisabettiani. Interventista democratico, partecipò alla prima guerra mondiale, dopo la quale si oppose al fascismo, entrando in relazione con Giovanni e Giorgio Amendola, con i Fratelli Rosselli e con Benedetto Croce, della cui filosofia fu originale divulgatore in Inghilterra e negli Stati Uniti.

## Opere principali
- Religione e poesia nell'opera di Shelley, Pisa, Tip. editrice F. Mariotti, 1922
- Benedetto Croce: an introduction to his philosophy, New York-Harcourt, Brace and company, 1922
- Italian Humanities. An inaugural lecture, Cambridge, University Press, 1929
- Discorso sull'America,	Rieti, Bibliotheca, 1930
- Poesia e vita spirituale: saggi sulla letteratura e la civiltà inglese e americana e sui loro rapporti con l'Italia, Bari, Laterza, 1934
- Poesie, Firenze, Sansoni, 1935